# هاتون اوسنو
هاتون اوسنو (به اسپانیایی: Hatun Usnu) یک محوطه باستانی در پرو است که در منطقه آیاکوچو واقع شده‌است.